# Étienne-Jules Marey
Étienne Jules Marey (Beaune, 5 marzo 1830 – Parigi, 15 maggio 1904) è stato un fisiologo, cardiologo e inventore francese.
Studioso dei movimenti, ideò strumenti e tecniche per la loro registrazione per cui è considerato anche un precursore della cinematografia.

## Biografia
Figlio di un commerciante di vini, fece gli studi secondari a Digione. Si iscrisse all'Università di Parigi nel 1849, laureandosi nel 1859 con una tesi riguardante la circolazione del sangue in condizioni normali e patologiche. Questo lavoro, la cui metodologia era incentrata sulla registrazione grafica della meccanica cardiaca secondo le tecniche di Carl Ludwig, fu il primo di una lunga serie di studi di emodinamica cardiovascolare.

Dal 1869 al 1904, fu professore al Collège de France, titolare della cattedra di Histoire naturelle des corps organisés. Nel 1878, divenne membro dell'Accademia delle scienze.
È documentata la presenza e l'attività di Marey a Napoli, in particolare grazie ai documenti presenti nell'archivio storico della Stazione zoologica Anton Dohrn. Le frequentazioni napoletane di Marey presumibilmente furono inizialmente motivate da una sua relazione con madame Vilbort, moglie di Joseph Vilbort, direttore del giornale francese Le Globe. Madame Vilbort si recò a Napoli per curare, grazie al clima mite, una sua malattia, e Marey la seguì. I due comprarono insieme villa Maria, a Posillipo, nel 1880. A Napoli Marey svolse parte degli studi per la realizzazione dei suoi strumenti precinematografici, e proprio alla Stazione Dohrn studiò il movimento dei pesci tenuti nelle vasche dell'acquario. 
In una lettera datata 1º novembre 1876 Marey, infatti, fece richiesta alla Stazione Zoologica di torpedini vive per i suoi studi.
Tra la documentazione che testimonia le frequentazioni di Marey con Anton Dohrn vi sono foto in cui i due sono insieme
durante una gita in montagna, oppure in cui Marey si trova a bordo della barca di Dohrn.
L'uso del suo fucile fotografico, con il quale puntava gli uccelli ma senza sparare, apparve piuttosto stravagante ai napoletani dell'epoca, che pare si riferissero talvolta a Marey come allo "scemo di Posillipo".

## Opere

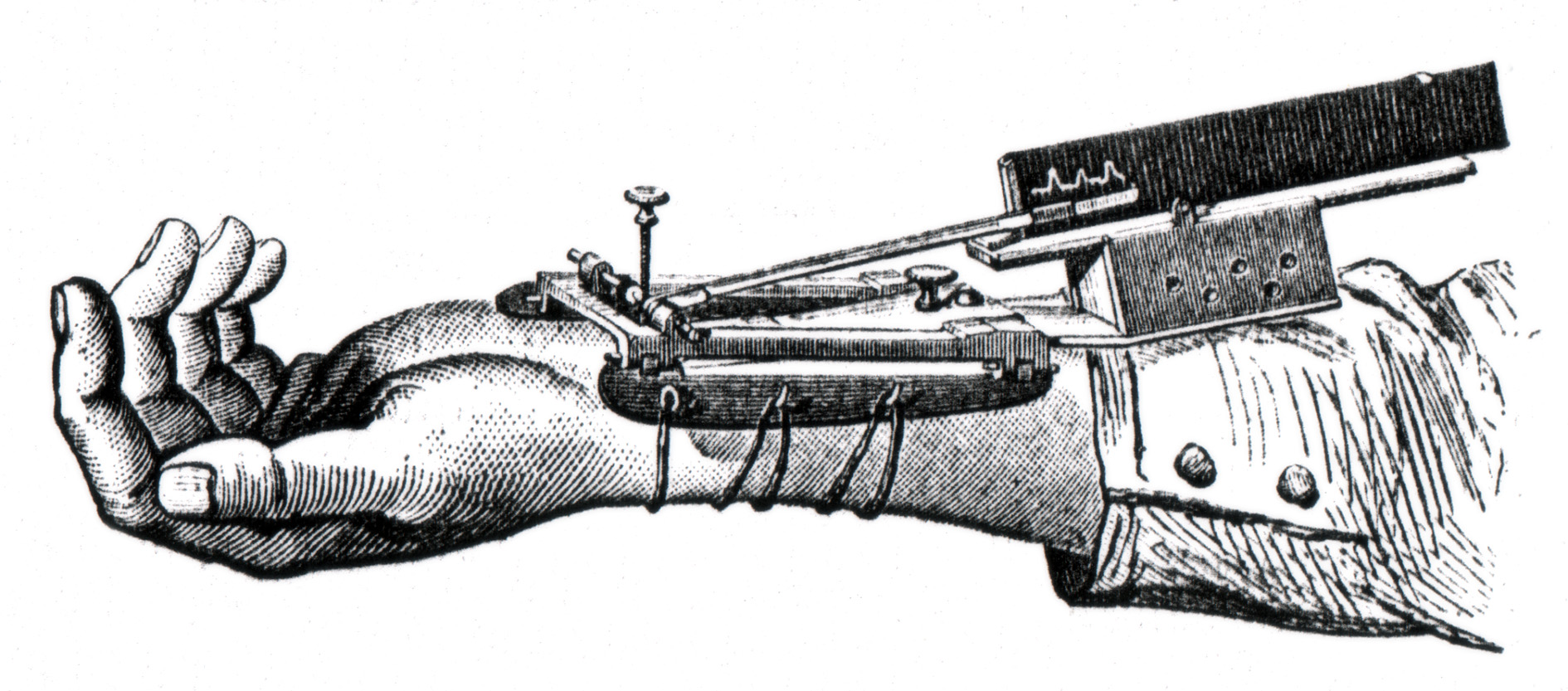
sfigmografo di Marey

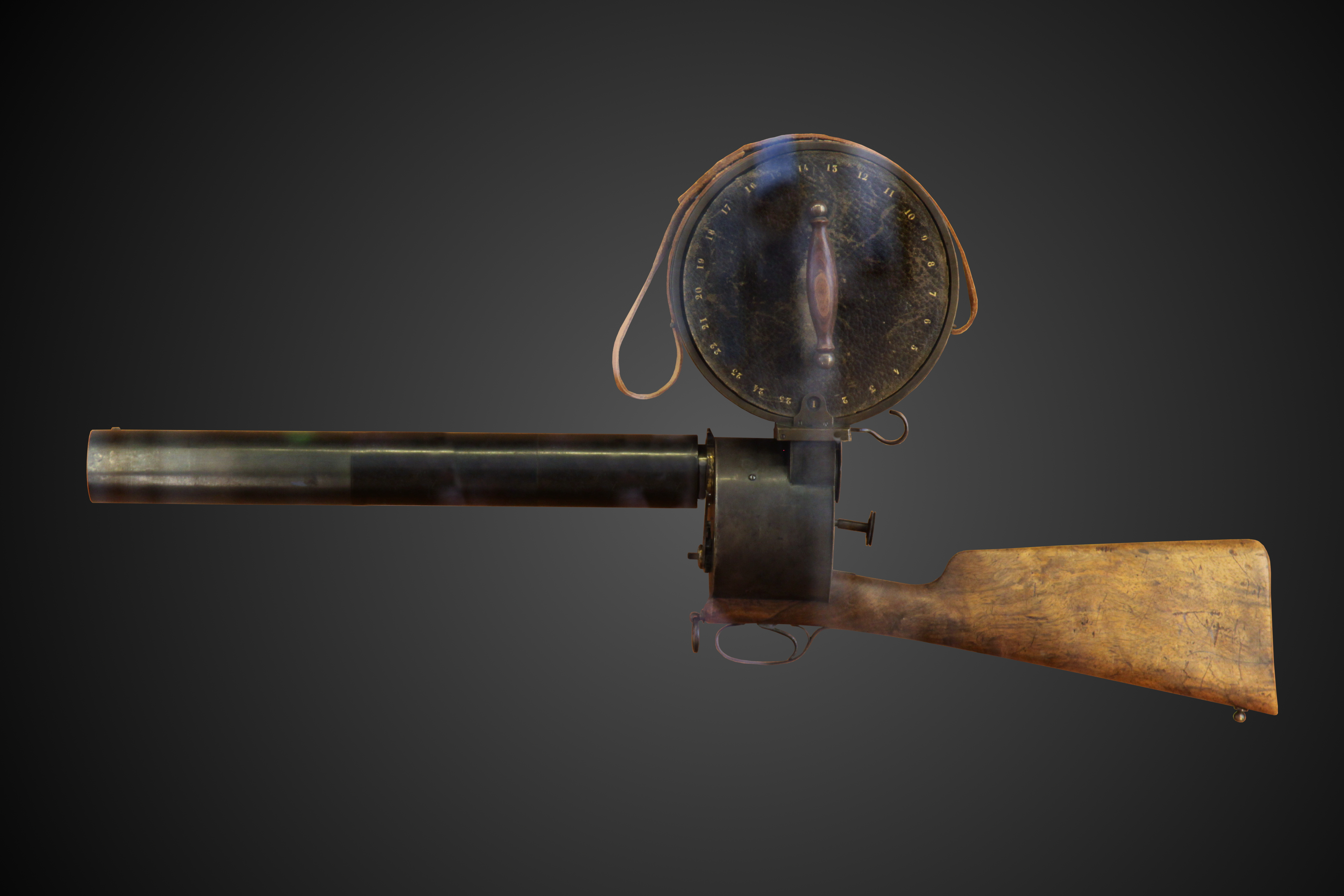
Fucile fotografico di Marey

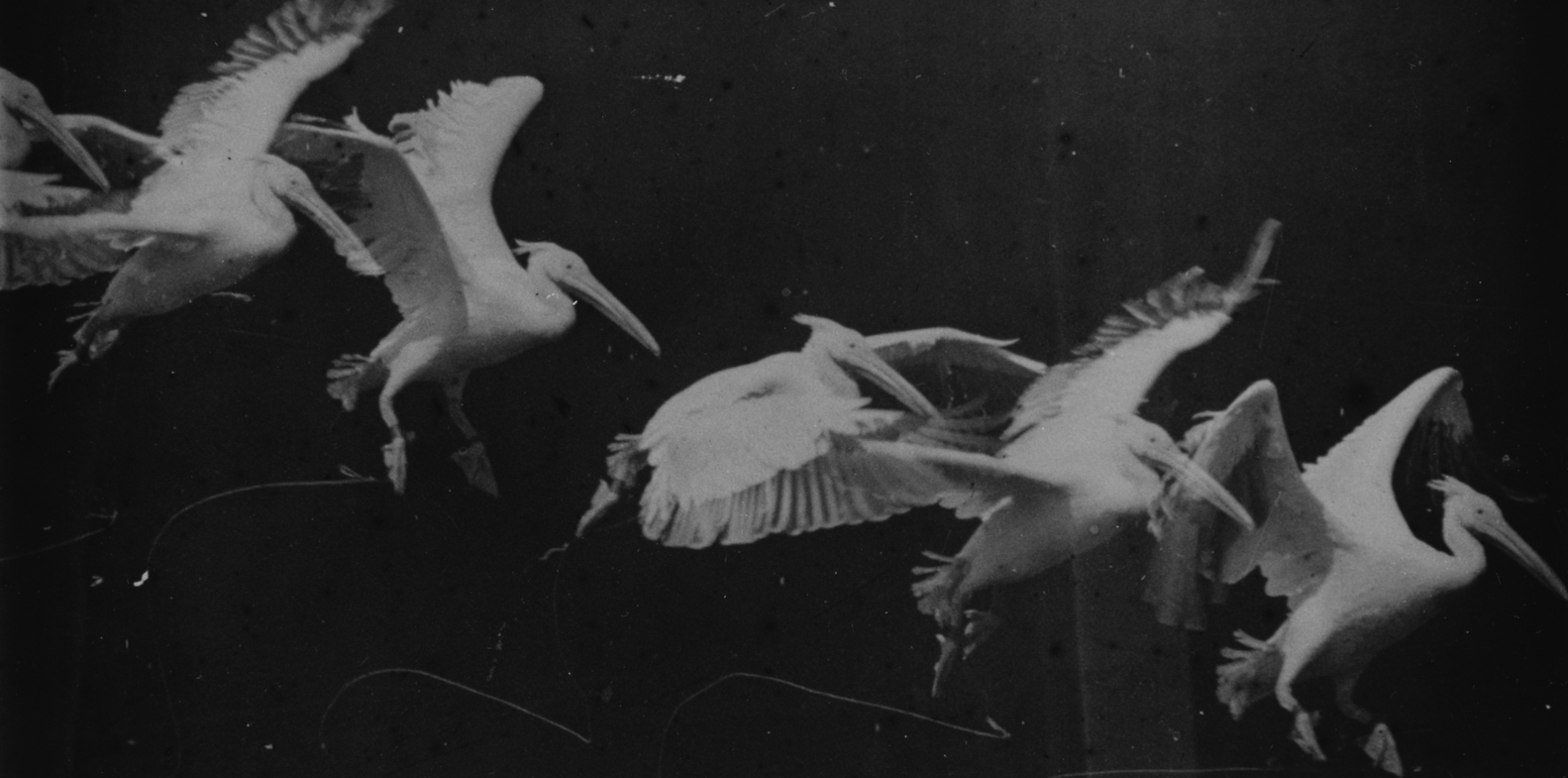
Marey: Uccelli (Immagini di fase)

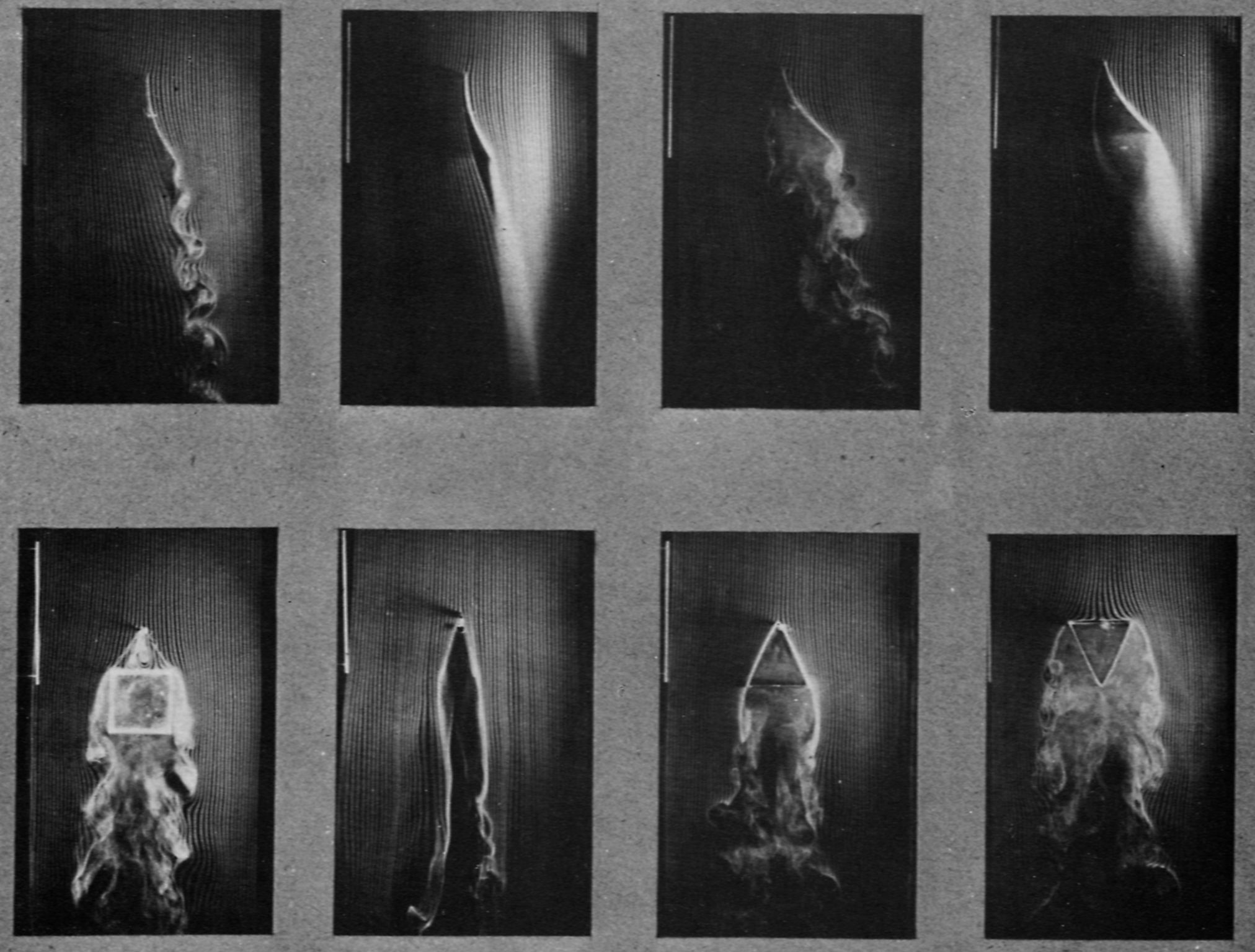
Streaklines (fumo)

Marey si interessò soprattutto al movimento in tutte le sue forme: ciclo cardiaco, respirazione, contrazione muscolare, coordinazione motoria ecc. Lo studio minuzioso dei movimenti spinse Marey a inventare numerosi strumenti scientifici.

### Il fisiologo
Fra i principali lavori di cardiologia di E.J. Marey si ricordano:
- registrazione simultaneamente delle pressioni nelle cavità cardiache (atri e ventricoli, nell'aorta, nell'arteria polmonare, nella vena cava superiore e in quella inferiore. Le registrazioni vennero effettuate per mezzo di un microcatetere in vivo nel cavallo, assieme ad Auguste Chaveau (1827-1917), professore di Fisiologia veterinaria all'Università di Lione; Marey e Chaveau fornirono notevoli interpretazioni dei dati dal punto di vista emodinamico;[2][3][4][5]
- scoperta del periodo refrattario del muscolo cardiaco nel 1875;
- la prima registrazione intracardiaca grafica dell'attività elettrica del cuore, in animale, per mezzo di un elettrometro capillare (1876); si osservi che il primo elettrocardiogramma in un essere umano, con elettrodi posti sulla superficie corporea, fu registrato solo nel 1887 ad opera di Augustus Desiré Waller;
- la prima registrazione dei movimenti della parete toracica in corrispondenza dell'apice cardiaco, determinati dai movimenti sisto-diastolici del cuore (Apicocardiogramma)[6]

### L'inventore
La fisiologia gli deve l'introduzione dei metodi di registrazione grafica, e l'invenzione di numerosi apparecchi (sfigmografo, pneumografo, cardiografo, cronofotografo). Per esempio, nel 1881 Marey sostituì, come strumento di registrazione dell'attività elettrica del cuore, il chimografo di Carl Ludwig con uno strumento di sua invenzione, il cronofotografo, che permetteva di fissare fotograficamente le varie fasi di un movimento a scopo di studio. Come conseguenza di tale invenzione, e di altre simili riguardanti tecniche di registrazione fotografica dei movimenti, Marey è considerato uno dei principali pionieri del cinema e della fotografia. Nel 1888 inventò la prima macchina fotografica, con pellicola in rulli di carta sensibilizzata, e nel 1893 costruì il primo fucile cronofotografico.
Diventò famoso per i suoi studi fotografici sul movimento dei cavalli e degli uccelli. Trovandosi, dunque, di fronte al problema di dover catturare immagini nel minor tempo possibile (quali appunto un cavallo al galoppo o un uccello in volo) ideò e realizzò il fucile fotografico. Questo strumento funzionava come un normale fucile da caccia, ma dotato di lastre fotografiche circolari od ottagonali poste in una piccola camera oscura, mentre la canna fungeva da mirino e all'interno di essa era collocato l'obiettivo. Le sue esperienze furono di fondamentale importanza per la progettazione aeronautica in quanto il volo degli uccelli era finalmente descritto nei minimi particolari.

### Legge di Marey
Marey ha osservato la relazione inversamente proporzionale che lega la pressione arteriosa alla frequenza cardiaca: col diminuire della pressione arteriosa aumenta la frequenza dei battiti cuore, e viceversa, aumentando la pressione delle arterie, il polso tende a farsi raro. Un comportamento anomalo rispetto a tale legge è detto "frequenza paradossa".

## Scritti di Marey
- Recherches sur la circulation du sang à l'état physiologique et dans les maladies. Paris 1859
- Recherches sur le pouls au moyen d'un nouvel appareil enregistreur: le sphygmographe. Soc Biol Paris (C.R.) I (1859) 289, II (1860) 635
- Études physiologiques sur les caractères graphiques des battements du cœur. 1863
- Du mouvement dans le fonctions de la vie. 1868
- La machine animale, locomotion terrestre et aérienne. Paris 1873
- La mesure de la pression dans les artères de l'homme. Mém. VIII. In: Travaux du Laboratoire de M. Marey 2 (1876) 307
- Moyen de mesurer la valeur manomètrique de la pression du sang chez l'homme. Acad Sci Paris (C.R.) 87 (1878) 771
- La méthode graphique dans les sciences expérimentales – La circulation du sang à l'état physiologique et dans les maladies. Paris 1878
- La circulation du sang à l'état physiologique et dans les maladies. Paris 1881
- Le fusil photographique. La Nature 22 avril (1882) 326
- Les eaux contaminées et le choléra. Paris 1884
- Le mouvement. Paris 1894 (London 1895)